# Atentado de Grand-Bassam
El atentado de Grand-Bassam ocurrió el 13 de marzo de 2016 en un complejo hotelero de Grand-Bassam, en Costa de Marfil. En él fallecieron 14 civiles, dos militares y los seis perpetradores del ataque.

## Ataque
Seis individuos abrieron fuego contra las personas presentes en la playa de Grand-Bassam, Costa de Marfil, y los clientes de tres hoteles, entre ellos el Etoile du Sud, con fusiles de asalto y granadas. Algunos testigos informaron que los atacantes gritaban Allahu akbar.
Horas después del atentado el grupo terrorista Al Qaeda del Magreb Islámico se atribuyó el ataque, el cual afirmaron fue realizado por tres individuos. De manera paralela el grupo yihadista Al Murabitun también se declaró ejecutor de los hechos.
Alassane Ouattara, presidente de Costa de Marfil, confirmó la muerte de 14 civiles y dos militares en el atentado. Igualmente, el ministro del interior, Hamed Bakayoko, informó sobre la muerte de seis supuestos terroristas.

## Reacciones internacionales
- ONU: El Consejo de Seguridad de las Naciones Unidas expresó «su solidaridad con Costa de Marfil y los países de la región en su lucha contra el terrorismo» y destacó «la necesidad de intensificar los esfuerzos regionales e internacionales para combatir al terrorismo y al extremismo violento, que puede conducir al terrorismo».[4]
- Estados Unidos: El gobierno estadounidense condenó el hecho, calificándolo de «atroz ataque».[5]
- Francia: El presidente francés, François Hollande, condenó el ataque y expresó su solidaridad con las víctimas y sus familiares.[6]